# Planque-toi minable, Trinita arrive
Pour plus de détails, voir Fiche technique et Distribution.
Planque-toi minable, Trinita arrive (Scansati... a Trinità arriva Eldorado) est un western spaghetti comique italien sorti en 1972, réalisé par Joe d'Amato.

## Synopsis
Jonathan Duke est un imposteur qui vend un élixir de longue vie avec son complice Carter. Ils sont ensuite démasqués et contraints de changer de moyen de tromper les gens.
Le Duc tente de devenir tricheur professionnel, mais il n'aboutit qu'à une grande bagarre dans un saloon.
Les deux filous décident de s'en prendre à la riche ville de Trinità, gérée par Eldorado. Jonathan parvient à s'emparer de l'or, épouse la belle Juanita et s'en va continuer ailleurs ses arnaques.

## Fiche technique
Sauf indication contraire, les informations mentionnées dans cette section peuvent être confirmées par la base de données cinématographiques IMDb,  présente dans la section « Liens externes ».
- Titre français : Planque-toi minable, Trinita arrive[2]
- Titre original italien : Scansati... a Trinità arriva Eldorado
- Titre anglais : Go Away! Trinity Has Arrived in Eldorado
- Genres : comédie, western spaghetti
- Réalisation : Joe D'Amato
- Scénario : Romano Scandariato et Diego Spataro
- Production : Massimo Bernardi et Diego Spataro pour Elektra Film
- Photographie : Aristide Massaccesi
- Montage : Gianfranco Simoncelli
- Musique : Giancarlo Chiaramello
- Décors : Maria Rosa Valenza
- Costumes : Maria Rosa Valenza
- Année de sortie : 1972
- Pays d'origine :  Italie
- Distribution en Italie : Indipendenti Regionali (it)
- Date de sortie :
  - Italie : 12 novembre 1972
  - France : 7 avril 1974[3]

### Réalisation
Qui est le réalisateur de ce film ? Cela a été l'objet de débats. Le générique dit « réalisé par Dick Spitfire » (pseudonyme de Diego Spataro qui est en fait le producteur). Certains ont émis l'hypothèse que c'était Demofilo Fidani. C'est seulement lors d'une interview d'Aristide Massaccesi (dont le nom de scène est Joe D'Amato), qu'on s'est aperçu que c'était lui le réalisateur, mais qu'il ne voulait pas être cité dans le générique parce qu'il n'était pas content du résultat final. Selon lui, le film aurait été tourné dans la précipitation, en quelque six jours.

## Distribution
- Stan Cooper (VF : Dominique Paturel) : Jonathan Duke dit Le Duc
- Gordon Mitchell (VF : Roger Rudel) : Carter
- Craig Hill (VF : Marc de Georgi) : Eldorado
- Custer Gail (VF : Michel Gatineau) : Ringo Jones
- Daniela Giordano (VF : Sylviane Margollé) : Juanita
- Lina Alberti (VF : Lita Recio) : Pussy
- Attilio Severini : un bagarreur au saloon (non crédité)
- Erika Blanc : une fille mexicaine à la fête (non créditée)
- Joe D'Amato (VF : Albert Augier) : l'ami du jeune homme giflé par Le Duc (non crédité)

## Bande son
La bande son est attribuée à Giancarlo Chiaramello. Les divers morceaux ont été exécutés par Delirium et Osanna, des groupes de rock progressif.

## Réception
Le film a reçu beaucoup de critiques négatives, considéré par certains comme un film trash, tout simplement mauvais.